# ミクソリディア旋法

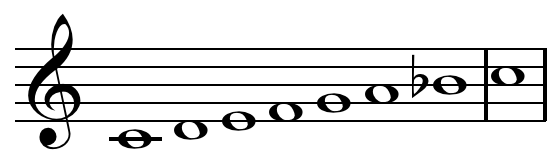
ハ調の現代ミクソリディア旋法

ミクソリディア旋法 (英語: Mixolydian mode) は、以下の3つのうちいずれかを指す。
- 古代ギリシャにおける、特定のオクターヴ種(またはオクターヴ属。古代ギリシャ音楽理論において、1オクターヴの音階を構成する音程の順序。)または音階に基づくハルモニアイ(harmoniai)またはトノイ(tonoi)の１つ。
- 中世の教会旋法の1つ。
- 現代の旋法あるいは全音階。中世の旋法に関連性を持つ。(対照的に、中世音楽のヒポミクソリディア旋法に相当するものは現代にはない。)

この旋法は南インドの古典音楽であるカルナータカ音楽において、ハリカーンボージーとして知られている。

## 古代ギリシャのミクソリディア旋法

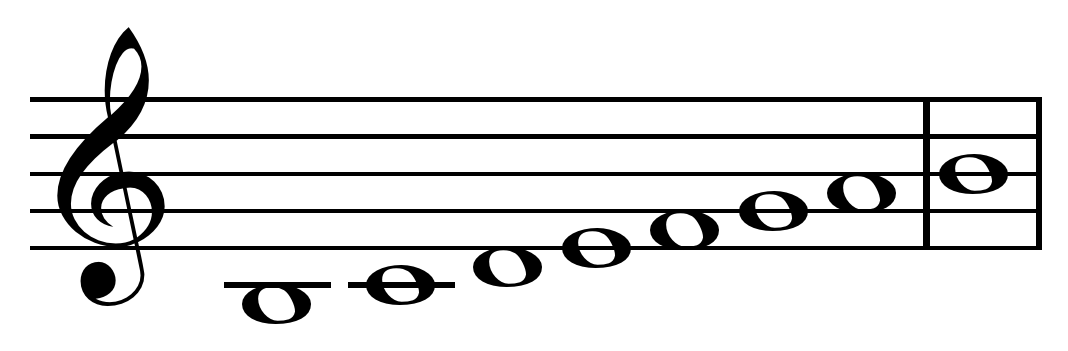
ロ調のディアトノン(全音階的ゲノス) の古代ギリシャ・ミクソリディア旋法.

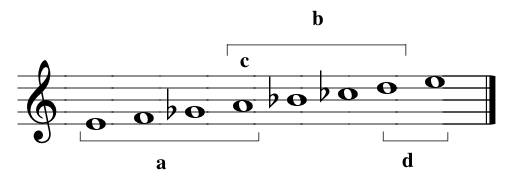
ホ調のクローマティコン(半音階的ゲノス)の古代ギリシャ・ミクソリディア旋法: テトラコルドaとbの結合。cが結合音となっており、逆に開始音のオクターヴ上はdで切り離されている。

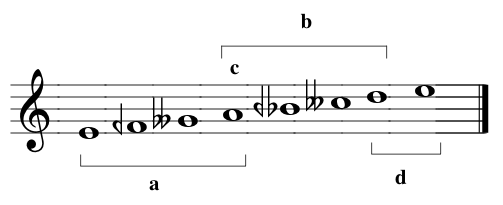
ホ調のエンハルモニオン(四分音階的ゲノス)の古代ギリシャ・ミクソリディア旋法: テトラコルドaとbの結合。cが結合音となっており、逆に開始音のオクターヴ上はdで切り離されている。

ミクソリディア旋法の考えは古代ギリシャの音楽理論に由来する。古代ギリシャのミクソリディア旋法は紀元前7世紀の詩人であり音楽家であったサッフォーによって考えだされた。 しかしながら、ミクソリディア旋法として古代ギリシャ人が考えたものは、現代の旋法についての解釈とは非常に異なるものだった。
ギリシャの理論では、ミクソリディア旋法(またはミクソ・リューディア旋法)は、古代ギリシャ・ヒポリディア旋法を逆さまにした音階(または"オクターヴ種")を用いた。
ディアトノン(diatonic genus、または全音階的ゲノス、ディアトニックのゲノス)では, これはパラメセー(paramése。ディエゼヴメノン(2番目と分離し4番目と連続する場合の、3番目のテトラコルド)の第一音)からヒュパテ・ヒュパトン(hypate hypaton。最低テトラコルドの最低音)へ下降する音階である。
ディアトノンでは、1つの全音 (パラメセーからメセー(mése。2番目のテトラコルドの最高音))は、結合し逆さまにされた2つのリディアテトラコルド(どちらも2つの全音の下降の後に半音が来る)へ続く。
このディアトノンによる音階は大雑把に言ってピアノの"白鍵"で上のロ音から下のロ音まで(あるいはB | A G F E | (E) D C Bと)弾くことと同じあり、現代ではロクリア旋法として知られているものである。(クローマティコン(chromatic genus、または半音階的ゲノス、クロマティックのゲノス)とエンハルモニオン(enharmonic genus、または四分音階的ゲノス、エンハルモニックゲノス)のテトラコルドはそれぞれ、短三度と2つの半音の組み合わせ、および、長三度と2つの四分音の組み合わせから構成されている。)

## 中世のミクソリディア旋法とヒポミクソリディア旋法
元々は ギリシャの理論の伝統的なハルモニアイ(harmoniai)の1つとして指定されて用いられ、その名は2世紀の理論家プトレマイオスが7つのtonoi(あるいは移調)を定義する際にも他の6つと共に用いられた。
4世紀後、 ボエティウスがプトレマイオスの著書をラテン語に翻訳したが、この段階ではまだ音階ではなく転調の種類の名称という位置づけであった。
聖歌理論が9世紀に初めて体系化されたとき、7つの旋法に8番目のヒポミクソリディア旋法(当初はHypermixolydian、後にHypomixolydianへ変化)が加えられて著者不明の論文音楽論別記(Alia Musica)の中で再び用いられた。この論文の説明は新しい解釈(Nova expositio)と呼ばれ、8つの全音階のオクターヴ種ないし音階のセットの１つとしての新しい概念を初めて与えた。
ミクソリディアの名前は、中世教会音楽における8つの教会旋法の1つ第七旋法として用いられるようになった。この旋法はギリシャの旋法のような白鍵でのロ音から上のロ音までを指すものではなく、ト音からト音へのナチュラルの音階で構成される正格旋法(終止音から1オクターヴ上の終止音までの音域を用いる旋法)となった。以下の2通りに定義された。
- ト音から1オクターヴ上のト音までの全音階のオクターヴ種。
- フィナリス(最後の音)にト音をとる旋法。そのアンビトゥス(教会旋法の音域)は下のヘ音から上のト音までをとり、許された場合には更に最高音は上のイ音まで、最低音は下のホ音まで広げられた。また、二音は対応する7番目の詩編唱定式(psalm tone。または詩編唱式)の朗唱音(reciting note、リサイティング・トーン)とされて、重要な旋律の機能を受け持った。[5](なお、この朗唱音は正格旋法では原則として終止音の完全五度にあてられており、他にドミナント(dominant)(もしくは、テノール(tenor)、cofinal、レペルクッシオ(repercussio、反響音))とも呼ばれる。)

この中世の理論構造は、ト音から上のト音へのナチュラルでの音階を示すミクソリディア旋法の現代の用法につながった。
同じくト音を終止音に持つ変格旋法(終止音の４度下から終止音の５度上までの音域を用いる旋法)はヒポミクソリディア(もしくは"低いミクソリディア") と呼ばれて第八旋法に位置づけられ、ミクソリディアのように以下の2通りに定義された。
- 二音から1オクターヴ上の二音までをとり、旋法の最終音ト音で分割される全音階のオクターヴ種(例：D–E–F–G + G–A–B–C–D);
- フィナリス(最後の音)にト音をとり、アンビトゥスは下のハ音から上のホ音までをとる旋法。この旋法でのハ音は、対応する8番目の詩編唱定式の朗唱音とされて、重要な旋律の機能を受け持った。[6]

## 現代のミクソリディア旋法

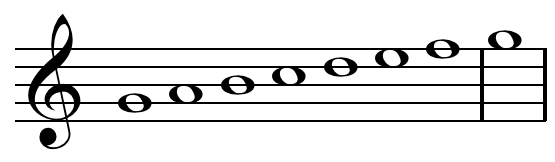
ト調の現代ミクソリディア旋法.

現代のミクソリディア旋法の音階は、7度が半音低いことを除くと、長音階と同じ全半音の組み合わせである。 ミクソリディア旋法は長調の5度上(属音)の旋法であることから、属音階(dominant scale)と呼ばれることもある。
音階の減七(導音)は、調の中音(長三度)から離れた三全音である。
ジャズ、ファンク、ブルース、ロックといったクラシック以外の音楽でよく使用される。
長調の音階を全全半全全全半(全=全音、半=半音)とすると、ミクソリディア旋法での全音と半音の順序は全全半全全半全となる。調号は左の音の並びに応じて定まる。(長調の五度下と同一になる。)

以下に実際の調性の例を示す。
- ト調ミクソリディア旋法(ハ長調と同音(ピアノであればすべて白鍵の音 ) – GABCDEFG)[1]
- ハ調ミクソリディア旋法(ヘ長調と同音 – CDEFGAB♭C)[1]
- ニ調ミクソリディア旋法(ト長調 と同音– DEF♯GABCD)[1]
- ホ調ミクソリディア旋法(イ長調と同音– EF♯G♯ABC♯DE)[1]
- イ調ミクソリディア旋法(ニ長調と同音– ABC♯DEF♯GA)  グレート・ハイランド・バグパイプの記譜に使われる音階。なお、主音のAは現代のピッチのB♭とBの間にとられる。[8]

## モロク音階

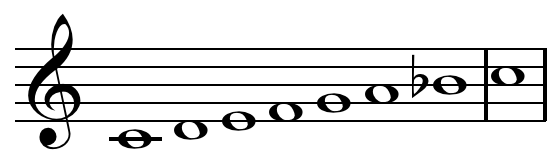
ハ調のモロク音階。.

モロク音階(Moloch scale)は、ミクソリディア旋法と同一のものであり、クレズマーのミュージシャンによって使われる名称である。クレズマーでは通常ハ調に移調され、主和音としてC、F、G7(時折Gmの場合もある)が用いられる。

## ミクソリディア旋法の有名な音楽

### 伝統音楽
- "オールド・ジョー・クラーク"(Old Joe Clark)[10][11]
- "彼女は祭りの日に"(She Moved Through the Fair) – アイルランド民謡.[12]
- "5月のある朝に歩いていると"(As I Was Walking One Morning in May) – アイルランド民謡のエア、ハ調ミクソリディア旋法。[13]

### ポピュラー音楽
- ローリング・ストーンズ："Let It Loose"  [14]
- テレヴィジョン："Marquee Moon"  [15][16]
- スタートレックのテーマ[17]
- レーナード・スキナード："スウィート・ホーム・アラバマ"(Sweet Home Alabama) [11]
- ガンズ・アンド・ローゼズ："スウィート・チャイルド・オブ・マイン"(Sweet Child o' Mine) (ソロ部分は通常の変ホ短調)[18]
- ビートルズ："ノルウェーの森"(Norwegian Wood)  (いくつかのフレーズはドリア旋法で書かれている)[11][19][20]
- オールマン・ブラザーズ・バンド："Ramblin' Man" (ブルース風)[20]
- ゼム："Gloria" [21]
- ゴードン・ライトフット："en:The Wreck of the Edmund Fitzgerald"  [22]
- マドンナ："エクスプレス・ユアセルフ"(Express Yourself)  [21]
- レディー・ガガ："ユー・アンド・アイ"
- ビートルズ："ヘイ・ジュード"(Hey Jude)  ("アウトロ"部分のみ)[23]
- グレイトフル・デッド："Dark Star"  イ調ミクソリディア旋法[24]
- レディオヘッド："Morning Mr Magpie"  [25]
- ロード ："Royals"  [26]